# Педро Энрикес де Кастилия
Педро Энрикес Кастильский (исп. Pedro Enríquez de Castilla; ок. 1355 — 2 мая 1400, Оренсе) — кастильский магнат, незаконнорожденный сын Фадрике Альфонсо Кастильского, магистра Ордена Сантьяго. Внук короля Кастилии Альфонсо XI.
Носил титулы графа де Трастамара, Лемос, Саррия, Вьяна и Эль-Больо, сеньора де Траба и Кастро-Кальделас. в Последние годы жизни он занимал должность констебля Кастилии (1391—1400), также ему были переданы сеньории Понферрада, Вильяфранка-дель-Бьерсо, Альба-де-Тормес и Паредес-де-Нава. Его имущество было конфисковано кастильской короной в 1384 и 1394 годах, но ему дважды удавалось вернуть себе свою собственность.

## Биография
Незаконнорожденный сын Фадрике Альфонсо Кастильского (1334—1358), магистра Ордена Сантьяго и сеньора де Аро. Его матерью была кастильская дворянка Леонор де Ангуло де Кордоба. У него был сводный брат Альфонсо Энрикес де Кастилия (1354—1429), 1-й сеньор де Медина-де-Риосеко, и родная сестра Леонор Энрикес де Кастилия (ок. 1357—1383), жена Диего Гомеса Сармьенто, маршала Кастилии (ок. 1355—1385).
Точная дата его рождения неизвестна. Его отец Фадрике Альфонсо Кастильский, магистр Ордена Сантьяго, сеньор де Аро и главный аделантадо на границе с Андалусией, был убит 29 мая 1358 года в Севилье по приказу своего сводного брата, короля Кастилии Педро I Жестокого, когда Педро Энрикесу было около трех лет.
После гибели своего отца Педро Энрикес перешел под опеку своего дяди, графа Энрике де Трастамара (1334—1379), будущего короля Кастилии и Леона Энрике II (1366—1367, 1369—1379). В 1370/1371 году Педро Энрикес получил во владение от своего дяди, короля Кастилии Энрике II, графства Трастамара и Лемос. В 1376 году Педро Энрикес получил во владение от короны виллу Саррия. Имел обширные владения и влияние в провинции Галисия.
В 1383 году граф де Трастамара Педро Энрикес участвовал в успешном военном походе короля Кастилии Хуана I на город-порт Хихон в Астурии, против своего мятежного сводного брата, Альфонсо Энрикеса, графа де Хихон и Норенья.
В 1384 году граф де Трастамара принимал участие в военной кампании короля Хуана I Кастильского против Португальского королевства. В марте того же 1384 года кастильская армия осадила город Коимбра. Во время осады Корибры в кастильском лагере был раскрыт заговор, во главе которого стояли граф Педро Энрикес, его сводный брат Альфонсо Энрикес, Беатрис де Кастро (дочь графа Альваро Переса де Картро) и королева Леонора Теллеш де Менезеш, вдова короля Португалии Фернанду I. После раскрытия заговора Педро Энрикес с группой сторонников, среди которых был его сводный брат Альфонсо Энрикес, бежал в город Коимбра, перейдя на сторону португальцев. Португальские хронисты сообщают, что Педро Энрикес планировал убить кастильского короля Хуана I. Из Коимбры Педро Энрикес прибыл в Порту, где встретился с магистром Ависского ордена Жуаном, претендентом на португальский престол и главным противником Хуана I. В первые месяцы 1384 года Педро Энрикес сражался в португальском регионе Энтре-Дуэро-и-Миньо против сторонников короля Кастилии. В мае-июне 1384 года граф Трастамара во главе португальского флота совершил нападение ряд портов Галисии.
Измена и бегство графа Трастамара сильно разгневали кастильского короля Хуана I, который в июне 1384 года, находясь под Лиссабоном, приказал конфисковать все владения Педро Энрикеса и передать их своему сыну, инфанту Фернандо.
В 1385 году Педро Энрикес женился на Изабель де Кастро (ум. после 1404), дочери Альваро Переса де Кастро (1310—1384), 1-го графа Аррайолуша, и Марии Понсе де Леон.
В начале 1385 года граф Педро Энрикес принял участие в новом заговоре, который на этот раз был направлен против магистра Ависского ордена, которого предполагалось убить. В заговоре участвовали члены семьи Кастро, собравшиеся в Португалии, которые были родственниками Изабель де Кастро, жены Педро Энрикеса. 6 апреля 1385 года магистр Ависского ордена Жуан был признан законным монархом Португалии, а через пять дней он был коронован под именем Жуан I. После провала заговора Педро Альварес со своими соратниками укрылся в португальском городке Торриш-Ведраш, в окрестностях Лиссабона. Сам Педро Энрикес бежал во Францию, где также находился его сводный брат, будущий адмирал Альфонсо Энрикес. В январе 1385 года король Арагона Педро IV в письме к королю Франции Карлу VI просил его предоставить защиту графу Педро.
Изгнание Педро Энрикеса не затянулось слишком долго, и летом 1385 года после поражения кастильской армии в битве при Алжубарроте он попросил прощения у своего двоюродного брата, короля Кастилии Хуана I. В январе 1386 года при посредничестве короля Арагона Педро IV и его сына и наследника, герцога Жиронского, Хуан I простил Педро Энрикеса и вернул ему все ранее конфискованные земли, имущество и титулы.
9 октября 1390 года король Кастилии Хуан I скончался в результате неудачного падения с лошади. Ему наследовал его старший сын Энрике III (1390—1406), которому на то момент было одиннадцать лет. В Кастильском королевстве началась борьба за власть между двумя группировками местной знати. В состав первой группировки входили граф Педро Энрикес, королева Леонора де Трастамара, дочь короля Энрике II и жена короля Наварры Карла III, Фадрике Кастильский, герцог де Бенавенте, и Альфонсо Энрикес, граф де Норенья и Хихон. Во главе второй придворной группировки стояли архиепископ Сантьяго-де-Компостелла Хуан Гарсия Манрике и архиепископ Толедо Педро Тенорио. Педро Энрикес, граф де Трастамара, был избран одним из членом регентского совета при короле Энрике III. В мае 1391 года Педро Энрикес получил титул констебля Кастилии.
2 августа 1393 года король Кастилии Энрике III был объявлен совершеннолетним и стал самостоятельно править. Родственники короля, в том числе Педро Энрикес, граф де Трастамара, были недовольны потерей власти в регентском совете. В марте 1394 года была создана так называемая Лига Лильо, в которую вошли граф Трастамара, королева Леонора Наваррская, Фадрике Кастильский, герцог Бенавенте, и Альфонсо Энрикес, граф Норенья. Весной того же года заговорщики начали собирать своих людей, чтобы начать восстание против кастильского монарха. На стороне мятежников находился архиепископ Сантьяго-де-Компостела Хуан Гарсия Манрике, поссорившийся с архиепископом Толедским Педро Тенорио. Герцог Бенавенте собрал свои силы в Сиснеросе (2 000 пехоты и 600 конницы), архиепископ Гарсия Манрике сосредоточил в Амуско 1 000 пехоты и 500 конницы. Граф Трастамара начал собирать своих вассалов в Галисии, королева Элеонора Наваррская закрепилась в вилле Роа в провинции Бургос, а граф Альфонсо Энрикес собрал своих вассалов в Астурии. Кастильский король Энрике III и его советники, чтобы избежать гражданской войны, начали отдельно вести переговоры с лидерами мятежников, чтобы попытаться разорвать союз, который они создали.
Вскоре архиепископ Сантьяго-де-Компостела Хуан Гарсия Манрике покинул родственников короля и перешел в королевский лагерь, он прибыл в Вальядолид и сдался на милость Энрике III. Герцог Бенавенте также вскоре распустил свою армию и сдался на милость королю. Граф Педро Энрикес, находившийся в Галисии, отправился в Леон, чтобы договориться со своим братом Альфонсо Энрикесом, который был послан королем Энрике III во главе войска, чтобы заставить графа покинуть повстанцев. Затем Энрике III поменял своё отношение к мятежным родственникам. Он получил сведения, что граф Трастамара встретился в Роа с королевой Элеонорой де Трастамара, и приказал заключить герцога Бенавенте в тюрьму, опасаясь, что он снова присоединиться с мятежникам. Энрике III с королевской армией двинулся маршем на Роа, где взял в плен свою тетку Элеонору Наваррскую. Граф Трастамара бежал из Роа в свои владения в Галисии. Только Альфонсо Энрикес, граф де Норенья и Хихон, продолжил восстание в свои астурийских владениях против королевской власти. По приказу Энрике III герцог Бенавенте был арестован в Бургосе, а владения и имущество графа Трастамара были вновь конфискованы. Осенью 1394 года граф Трастамара участвовал в осаде королевской армией города Хихон, где укрывался его брат Альфонсо Энрикес, граф де Норенья и Хихон. Приказ об конфискации всех земель и владений графа Трастамары был отменен. Педро Энрикес также получил во владение от короля Энрике III сеньории Вильяфранка-де-Валькарсель, Понферрада и Паредес-де-Нава.
В 1395—1400 годах Педро Энрикес, граф Трастамара, восстановил своё прежнее влияние в Галисии. Его поддерживали местные идальго и рыцари, которым он раздавал многочисленные награды в виде земельных участков, но его отношения с церковью в Галисии продолжали оставаться плохими. Он продолжал вымогать деньги у местных приходов и захватывал их ренту.
29 апреля 1400 года Педро Энрикес, граф Трастамара, скончался в городе Оренсе.

## Брак и потомство
В 1385 году Педро Энрикес Кастильский женился на Изабель де Кастро, дочери Альвара Переса де Кастро, 1-го графа де Аррайолуша, и Марии Понсе де Леон. У супругов было двое детей:
- Фадрике Энрикес Кастильский (1388—1430), граф де Трастамара (1400—1429). После смерти своего отца он унаследовал графства Трастамара и Лемос. В 1423 году король Кастилии Хуан II пожаловал ему титул герцога де Архона.
- Беатрис Энрикес Кастильская (1398—1455), 1-й муж — Диего Лопес Давалос, 2-й муж с 1433 года Педро Альварес Осорио (? — 1482), сеньор де Кабрера и Рибера. Она унаследовала большую часть имущества своего брата и родителей.

Также у Педро Энрикеса было десять внебрачных детей: Энрике Энрикес, Констанция Энрикес, Альвар Перес де Кастро, Фернандо Энрикес, Леонор Энрикес, Альфонсо Энрикес, Хуан Энрикес, Луис Энрикес, Изабель Энрикес и Хуана Энрикес.